# Aftartodocetismo
El aftartodocetismo o aftardocetismo (griego aftartós, “incorruptible” y dokein, “parecer, creer, opinar”) es una doctrina monofisita según la cual el cuerpo de Cristo era incorruptible e impasible desde la encarnación, aunque él aceptara, voluntariamente, sufrir durante su pasión. Surgió a comienzos del siglo VI a partir de las enseñanzas del obispo Juliano de Halicarnaso, quien rechazando el diofisismo decía que el cuerpo de Cristo no debía estar sujeto a la corrupción (phthorá), los sufrimientos y enfermedades de la naturaleza humana hasta la resurrección. A sus seguidores se les dio el nombre de julianistas, incorruptibles o incorruptícolas.
La doctrina de los aftardocetas se basaba en la razón soteriológica de que habiendo venido Jesús como salvador a librar a la humanidad de la phthorá (corrupción) él debía necesariamente ser aphthartós (incorruptible). Creían que esto era probado con algunos hechos narrados en los Evangelios, como la transfiguración, la marcha sobre las aguas, el ayuno de cuarenta días y citas de los padres de la Iglesia como Clemente de Alejandría (Stromata, 6, 10).
Al decir que el cuerpo de Jesucristo era incorruptible entendían que desde que fue formado en el seno de su madre no sufrió ninguna mutación ni alteración; ni siquiera habría sentido hambre, sed o fatiga, por lo que antes de su muerte comía sin ninguna necesidad, como después de resucitado. De esta doctrina se seguiría que el cuerpo de Jesucristo era impasible o incapaz del dolor y que no habría padecido realmente por la humanidad. Como esta misma consecuencia se seguía muy naturalmente de la doctrina de Eutiques, fue condenada en el Concilio de Calcedonia en el año 451.
Los principales opositores a la doctrina de Juliano fueron el patriarca Severo de Antioquía y Leoncio de Bizancio. Solamente algunos padres del siglo IV y V, como Hilario de Poitiers y Hesiquio de Jerusalén, enseñaron que la impasibilidad había sido el estado normal de Cristo y que para sentir dolor tenía que haber un acto especial de su voluntad o un milagro.
Juliano y Severo se encontraban refugiados en Egipto, por rechazar el Concilio de Calcedonia, pues ambos veían en la persona de Cristo una unidad tal que la divinidad sobrefluía y se infundía en su humanidad; no obstante, la polémica se dio porque Juliano iba más allá y creía que las cualidades humanas de Cristo estaban glorificadas desde antes de la Pascua, de modo que el Logos traspasaba la humanidad de Cristo y la divinizaba. Aunque tanto Juliano como Severo creían que Cristo podía sufrir y morir solo por voluntad del Logos, Severo evitaba una asimilación de la humanidad de Cristo a la divinidad, lo que se saltaba la kénosis, fundamentando el miafisismo en la unidad y unicidad de la energía o actividad de Cristo (monoenergismo) y no en la divinización de su humanidad.
Por otra parte, Leoncio de Bizancio, que era calcedonense, defendía que la unión de la divinidad con la humananidad hacía a Cristo el único hijo, santo y libre de pecado; sin embargo, la naturaleza humana de Cristo no necesitaba intervención del Logos para sufrir y, siguiendo a Gregorio de Nisa, la voluntad humana de Cristo intervenía en la salvación.